# Liga de Inglaterra de Rugby 15 1996-97
La Liga de Inglaterra de Rugby 15 1996-97, más conocido como Courage League 1996-97 (por razones comerciales) fue la décima edición del torneo más importante de rugby de Inglaterra.

## Formato
Los equipos se enfrentaron en formato liga en condición de local y de visitante, el equipo con mayor cantidad de puntos al finalizar el torneo se coronó campeón, mientras que hubo dos equipos que disputaron la promoción frente a dos equipos del RFU Championship y dos descensos directos a la segunda división.

## Desarrollo

### Tabla de posiciones
| Pos. | Equipo             | Encuentros | Encuentros | Encuentros | Encuentros | Tantos | Tantos | Tantos | Puntos |
| Pos. | Equipo             | PJ         | PG         | PE         | PP         | F      | C      | Dif    | Puntos |
| ---- | ------------------ | ---------- | ---------- | ---------- | ---------- | ------ | ------ | ------ | ------ |
| 1.º  | Wasps              | 22         | 18         | 1          | 3          | 685    | 406    | 279    | 37     |
| 2.º  | Bath               | 22         | 15         | 1          | 6          | 863    | 411    | 452    | 31     |
| 3.º  | Harlequins         | 22         | 15         | 0          | 7          | 745    | 416    | 329    | 30     |
| 4.º  | Leicester Tigers   | 22         | 14         | 1          | 7          | 600    | 395    | 205    | 29     |
| 5.º  | Sale Sharks        | 22         | 13         | 2          | 7          | 603    | 525    | 78     | 28     |
| 6.º  | Saracens           | 22         | 12         | 1          | 9          | 568    | 449    | 119    | 25     |
| 7.º  | Gloucester         | 22         | 11         | 1          | 10         | 476    | 589    | -113   | 23     |
| 8.º  | Northampton Saints | 22         | 10         | 0          | 12         | 515    | 477    | 38     | 20     |
| 9.º  | Bristol Bears      | 22         | 8          | 1          | 13         | 432    | 625    | -193   | 17     |
| 10.º | London Irish       | 22         | 6          | 0          | 16         | 502    | 747    | -245   | 12     |
| 11.º | West Hartlepool    | 22         | 3          | 0          | 19         | 382    | 795    | -413   | 6      |
| 12.º | Orrell             | 22         | 3          | 0          | 19         | 350    | 886    | -536   | 6      |

|  | Campeón y clasificado a la Copa Heineken 1997–98. |
|  | Clasificado a la Copa Heineken 1997–98.           |
|  | Disputa la promoción.                             |
|  | Descendido al RFU Championship.                   |

| Bandera de Inglaterra |
| Campeón Wasps         |
| Segundo título        |

### Promoción
| Equipo 1      | Equipo 2      | Ida   | Vuelta |
| ------------- | ------------- | ----- | ------ |
| Bristol Bears | Bedford Blues | 20-11 | 19-12  |
| London Irish  | Coventry RFC  | 14-16 | 28-7   |